# Garcia Rodrigues Pais
Garcia Rodrigues Pais (Serro talvez, mas não se conhece onde, na verdade; em todo caso, antes da data 1660 - Paraíba do Sul, 7 de março de 1738) foi sertanista, primogênito de Fernão Dias Pais Leme e de sua mulher Maria Garcia Betim, filha por sua vez de Garcia Rodrigues Velho e de Maria Betinck ou Betim. Seu corpo deve estar inumado no mosteiro de São Bento, em São Paulo, reconstruído às custas do pai para que a família ali tivesse sepultura.

## Dados iniciais
Cunhado dos bandeirantes Domingos Rodrigues da Fonseca Leme, Francisco Pais de Oliveira Horta e do Guarda-Mor Manuel Borba Gato. Garcia Rodrigues Pais Leme casou-se com a prima D. Maria Antônia Pinheiro da Fonseca. Partiu com o pai aos 13 anos. Em 1674 integrou a bandeira que percorreu os sertões por quatro anos. Morto o pai em 1681, foi ao arraial do rio Paraopeba, encontrar D. Rodrigo de Castelo Branco, a quem entregou as amostras das esmeraldas e transmitiu a posse da mina onde haviam sido encontradas. Depois ficou numerosos dias no rio das Velhas, fazendo sondagens, até encontrar o cadáver do pai, naufragado quando transportado em canoa para o Sumidouro.
As amostras de esmeraldas foram divididas entre ele e Francisco da Cunha, para as apresentarem à câmara de São Paulo. Outros pormenores se podem ler no verbete dedicado a D. Rodrigo de Castelo Branco. Datado de 18 de novembro de 1681 guardou-se um atestado do Padre Domingos Dias, reitor do Colégio dos jesuítas, a Garcia Rodrigues Pais, para obter o foro de fidalgo. Diz o padre: «Certifico eu que é verdade manifesta e notória a todos os moradores da dita vila de São Paulo que o governador Fernão Dias Pais, que Deus haja em sua glória, foi um dos homens mais notáveis e principais desta capitania, assim por seus avós como pelos cargos mais honrosos que serviu nesta república, sempre com notável satisfação e inteireza». Seus ossos, trazidos pelo filho, dormiam no mosteiro beneditino em São Paulo.
No dia 11 de dezembro de 1681, Garcia se apresentou perante oficiais da Câmara de São Paulo e expôs as esmeraldas descobertas pelo pai, «as quais eram o resto das que tinha entregue ao administrador D. Rodrigo de Castelo Branco para as remeter a Sua Alteza, e que trazia para serem vistas, contadas e pesadas porque tencionava ir pessoalmente levá-las a Sua Alteza, para consignar o desinteresse com que servia.»
Mostrou 47 esmeraldas (na realidade se verificaria posteriormente serem turmalinas verdes, rejeitadas pelos lapidários da Corte como as colhidas por Tourinho, Adorno e Marcos de Azeredo o velho). Mas eram grandes e pequenas, transparentes, pesando 133 oitavas ou seja todas juntas um arrátel e cinco oitavas; mais outro saco de pedras miúdas imperfeitas, e nove grandes, três arráteis e um quarto (um arrátel 26 oitavas); e outro de miúdas com dois arráteis e oito oitavas. Mais uma pedra sextavada, seis oitavas; em sacos de tafetá encarnado, todas, metidos em dois sacos de chamalote também encarnado…»

### Em Lisboa - e de retorno ao Brasil
Garcia e seu tio o Padre João Leite da Silva foram ao Reino representar a El-Rei sobre recompensas que eram devidas ao Governador das Esmeraldas, levando amostras da pedra; que também foram repudiadas, como ele mesmo escreve - então «se ofereceu de novo a continuar nessa diligência, profundando mais a terra por se entender que se achariam mais perfeitas, e com diferente bondade, em razão das que trouxe serem da superfície da terra e deixando em Lisboa ao dito seu tio, se embarcou antecipadamente para o Rio de Janeiro e fez duas entradas ao serro de Sabaraboçu, que hoje chamam Minas dos Cataguazes ou Serra das Esmeraldas. Sendo a primeira entrada para efeito de reformar as plantas e feitorias, que por morte do dito seu pai e do administrador geral D Rodrigo de Castelo Branco haviam ficado desbaratadas e consumidas, em que no deserto gastou dois anos com grande risco de sua pessoa por causa do gentio bárbaro e da peste de que tinha falecido o dito seu pai, e depois de recolhido a povoado, chegando-lhe as ordens reais de Vossa Majestade que lhe levou o dito padre João Leite da Silva seu tio, da Corte, em que Vossa Majestade foi servido provê-lo nos cargos de capitão-mor e administrador da entrada e descobrimento das ditas minas, fez uma segunda entrada a elas, com dispêndio considerável de sua fazenda, que fez em mantimentos, carnes, farinhas, comprando muitos cavalos para carruagem, levando homens, escravos, índios do seu serviço, com capelão para a tropa tudo pago à sua custa, em que qual entrada gastou cinco para seis anos fazendo exatas diligências, empinando a Serra, cavando até o centro.»

### O testemunho dos oficiais da Câmara da Parnaíba
Desde 20 de dezembro de 1681 haviam os oficiais da Câmara da Vila de Parnaíba escrito extenso memorial: «Nós os oficiais da câmara da vila de Parnaíba que servimos neste presente ano de 1681 abaixo assinados, certificamos que o governador Fernão Dias Pais, conhecendo que o descobrimento das esmeraldas totalmente se ia reduzindo a termo inaccessível pelo infeliz exemplo de ficarem frustradas as mais poderosas diligências, como foram as do almirante João Correia de Sá e a do governador Agostinho Barbalho Bezerra e outros muitos, se resolveu a consegui-lo em tempo que seus anos pediam a continuação do sossego que lograva em sua pátria e não a resolução de descortinar a terrível aspereza daqueles desertos, atropelando as dificuldades em que visivelmente arriscava seu credito e a mesma vida, com dispêndio da maior parte da sua fazenda que, sendo grossa, lhe não era necessária menos para os aprestos sem fazer gastos à Fazenda Real, como fazem os mais que andam no serviço da Coroa e para efeito de conseguir a jornada pela impossibilidade de alguns homens que o queriam acompanhar, lhes deu todo o necessário de sua própria fazenda e lhes deus índios alugados à sua custa, sem embargo da ordem que tinha do governador-geral para levar os que fossem necessários, o qual lhe passou patente de governador daquele descobrimento, e lhe escreveu cartas muito honrosas aprovando-lhe o seu zelo e intento, assegurando-lhe felicidade e reais mercês, gratificando-lhe outrossim o serviço que tinha feito a Sua Majestade, que Deus guarde, assim na gente que mandou à conquista dos bárbaros, que por roubarem irreparavelmente aos moradores da Bahia, faziam muitas mortes no contorno daquela cidade como no empréstimo que fez do seu dinheiro a alguns cabos, que partiram desta Capitania para a mesma conquista, e por haver tradição e constar entre nós de que há minas de prata no serro do Sabarabossu, empreendeu o dito governador Fernão Dias Pais este descobrimento por lhe ficar em caminho na viagem para as esmeraldas, para o que se situou na passagem do Sumidouro, onde assistiu três ou quatro anos sem poder conseguir a averiguação da verdade, por falta de mineiros, sendo bem sobradas as suas diligências, e porque os homens de sua tropa, prevendo a dilação que pedia uma e outra empresa, se despediram da sua companhia e obediência, atentas a suas particulares necessidades e ficou o sobredito Fernão Dias Pais com a companhia de seu filho Garcia Rodrigues Pais e seu genro Manuel de Borba Gato, e os seus serviços e familiares, e pela falta de mineiros cuja tardança inutilizava suas diligências, se resolveu prosseguir no descobrimento das esmeraldas, e havendo já mandado a esse fim fabricar outra feitoria em Tucambira, e deixando no Sumidouro ao dito seu genro Borba Gato, passou muito além de Tucambira e se situou em Itamirindiba, de onde, depois de fazer repetidas diligências pela vastidão daqueles estéreis desertos, descobriu as esmeraldas na mesma mina de Marcos de Azevedo passados sete anos que estava ausente de sua pátria e casa, sem ter outro cuidado em todo este tempo mais que a execução do serviço real que tinha empreendido.
«E depois de mandar tirar das minas as pedras que bastassem para as amostras, recolhendo-se para o Sumidouro, faleceu de peste e grande parte de seus índios, e ainda depois de morto o perseguiram as calamidades ordinárias do sertão porque o seu cadáver e as amostras das esmeraldas padeceram naufrágio no rio que chamam das Velhas em que se perderam as armas e tudo quanto trazia de seu uso e se afogou a gente, porque os índios nadadores se ocuparam em salvar as próprias vidas e a acudir as amostras, como em sua vida lhes tinha recomendado o seu senhor, cujo corpo se achou depois de muitos dias à diligência de seu filho Garcia, que o tinha ido socorrer e chegou aí depois de sua morte e recolhendo-se para o Sumidouro recebeu carta do administrador D. Rodrigo de Castelo Branco, que nestes dias chegara a Parnaíba, para onde o sobredito Garcia Rodrigues Pais trouxesse as amostras, para que mandassem fazer termo de manifestação delas e as remetesse a Sua Alteza com brevidade que ele não podia fazer por os seus índios estarem ainda assustados.
«E com esta assistência de sete anos que o dito Fernão Dias Pais gastou no sertão sem ter outra aplicação que o serviço real deixou seus filhos pobres, sua Fazenda totalmente desfabricada e sua casa muito empenhada, porque sabemos que deve ao Capitão Fernão Pais de Barros mais de 1 conto de reis, e pouco menos a Gonçalo Lopes e João Monteiro, e outras dívidas menores, que todas se fizeram em razão de cessarem com sua ausência os lucros de sua lavoura,  que importavam cada ano em 2 e 3 mil cruzados, além de 6 ou 7 que gastou em aprestos da viagem, sem contar os gastos dos fornecimentos, que por ordem do padre João Leite da Silva, seu irmão, lhe foram remetidos muitas vezes.
«Em todo o decurso de sua vida mostrou o defunto Fernão Dias Pais Leme tão grande zelo do serviço Real que parece não queria vida nem Fazenda mais que para a empregar nos aumentos da coroa e a sua ordinária conversação era sobre a obrigação que tinham os vassalos de servir a seu príncipe; e assim voluntariamente pagou o donativo Real nesta vila e na de São Paulo, tendo uma só Fazenda neste termo; e sendo-lhe ordenado que desse calor à jornada do governador Agostinho Barbalho Bezerra para as esmeraldas, lhe fez liberalmente parte dos aprestos de mantimentos que lhe eram necessários, e de todos estes serviços e de outros que de seus papeis constam, não recebeu mercê alguma de Sua Alteza, pelo que julgamos os herdeiros do dito defunto Fernão Dias Pais por merecedores de toda a honra e mercê que o príncipe nosso senhor for servido fazer-lhes; e porque todo o sobretudo nos consta passar na verdade bem com o que o sobredito serviu nos cargos mais honrosos na vila de São Paulo onde era morador, e era muito zeloso no serviço de Deus como se viu no convento do patriarca São Bento, que reedificou, dotando-o de bens para sustento de seus religiosos e dos das outras religiões; na conservação da paz de sua pátria se mostrou tão cuidadoso que, porque não chegassem à maior ruína as discórdias e parcialidades que entre aqueles moradores havia, foi ao Rio de Janeiro buscar o ouvidor João Velho de Azevedo, e chegados ambos apaziguaram e sossegaram aquelas grandes alterações na restituição dos padres da Companhia de Jesus aos seus colégios de São Paulo e de Santos,  e na posição do vigário Domingos Gomes Albernaz à sua igreja matriz na dita vila de São Paulo; quando o inimigo holandês infestou as costas de São Vicente e Santos e os capitães-mores tocaram a rebate, ele era dos primeiros que com toda a sua gente acudia a socorrer e fortificar o porto de Santos; e por tudo isto ser verdade o juramos pelos Santos Evangelhos e por ser pedida a passamos em câmara. Antônio Cardoso Pimentel. Manoel Francisco de Brito. Jeronimo Gonçalves Meira. Francisco da Rocha Gralho.»

### Esmeraldas, ainda
Em 3 de fevereiro de 1711, o governador Antônio de Albuquerque o nomeou para chefiar uma terceira expedição.
Data de 2 de dezembro de 1683 sua patente para ir explorar as tão procuradas minas de esmeraldas, como «administrador das minas de esmeraldas», dada pelo Príncipe Regente e registrada na Câmara de São Paulo em 20 de janeiro de 1686), expedição da qual participou seu primo Domingos Rodrigues da Fonseca Leme. Malgrado pouca idade tinha acompanhado o pai na bandeira em 1674, e morto este, retornara a São Paulo em 1681, fazendo a viagem de Portugal para levá-las a D. Pedro. Em janeiro de 1686 registrou na Câmara de São Paulo sua patente de 2 de dezembro de 1683 como capitão-mor e administrador das Esmeraldas, em que o Rei ordenava que lhe fossem dados índios das aldeias reais. Em 28 de fevereiro, compareceu à Câmara para declarar que tencionava partir depois da Páscoa. Levou seus cunhados, irmãos de sua mulher, Domingos Rodrigues da Fonseca Leme e Sebastião Pinheiro da Fonseca Raposo.
Sua expedição durou quatro anos, até 1687, fazendo exatas diligências examinando a serra, cavando até o centro. Talvez, receoso das terríveis febres do Uaimi-i ou Guaicuí, tivesse tentado novo caminho e se perdesse no desconhecido? Não só não encontrou as esmeraldas, como foi por todos abandonado e teve que voltar a suas plantações. Sem capitais, limitou-se no futuro a explorar seus domínios. Depois, fixou-se na região entre o rio das Mortes e Ouro Preto, e terminou se retirando para São Paulo, «deixando aquele sertão franco de sorte que hoje estão indo homens sem risco ao ouro». No sertão, foram atacados novamente pela maleita, inclusive Garcia: mas o resultado foi nulo. Não se sabe se teriam descoberto. Em 1697 porém uma Carta Régia menciona que o filho do governador das Esmeraldas «foi o primeiro que descobriu ouro de lavagem nos ribeiros que correm para a serra de Sabaraboçu.» Mas neste ano, Garcia se encontrava em sua fazenda na Paraíba.
Em 20 de junho de 1689 o Capitão Pedro Taques de Almeida escreveu carta ao Governador do Brasil, dando notícia de que Garcia andava jornadeando pelo rio Doce e iria ter a Salvador.

### O Caminho Novo
Uma Carta Régia em 1697 menciona que Garcia, «filho do governador das Esmeraldas» (…) «foi o primeiro que descobriu ouro de lavagem nos ribeiros que correm para a serra de Sabaraboçu.» Neste ano, Garcia se encontrava em sua fazenda na Paraíba. Em 1698 começou uma picada (conhecida como Caminho dos Cataguazes) destinada ao Rio. Comprometera-se com Artur de Sá e Menezes a colocar tais pontos em comunicação por meio de 15 dias de viagem e não os habituais três meses. O ponto central era a Borda do Campo (atualBarbacena). Em 1699 concluía o picadão, em que consumiu seus recursos financeiros, segundo se depreende de carta de 10 de julho de 1701.
Tinha trabalhado na picada com seu cunhado, o coronel Domingos Rodrigues da Fonseca Leme, o mesmo que o ajudou a concluir o que ficaria conhecido como o Caminho Novo da estrada real. Tinha estabelecido a Fazenda da Borda do Campo, núcleo inicial de povoação da atual cidade de Barbacena. O cunhado havia acompanhado as primeiras expedições e descobrimentos, penetrando antes que todos no âmago do do Sabaraboçu por onde achara o Ribeiro do Campo e outros de grandes rendimentos, pois no primeiro a data do rei foi arrematada por 10 libras de ouro, o que indica seu grande valor.
Partindo da Borda do Campo, o caminho atravessava a serra da Mantiqueira na garganta de João Aires, passava pelos arraiais de João Gomes, Chapéu d'Uvas, Juiz de Fora, Matias Barbosa, Simão Pereira, Serraria, Entre-Rios, Barra do Piraí, e descia a serra do Mar sobre Macacos, Inhaúma, Pavuna, Penha e chegava à cidade do Rio de Janeiro. Até então, o difícil caminho das Minas desembocava na serra do Mar e descia para Parati.
Ligada a área de Minas ao Rio de Janeiro pelos vales dos rios Paraíba e do Paraibuna, por onde hoje passa a antiga estrada entre o Rio e Belo Horizonte, fez a obra às custas de seu próprio dinheiro, para poder cobrar pedágio. Documento de 6 de outubro de 1699, do governador do Rio de Janeiro, Artur de Sá Menezes, diz que Garcia Pais empregou na abertura do Caminho Novo das Minas «alguns homens brancos pagos à sua custa e mais de 40 negros, do que fez consideravelíssimo gasto».
Uma Carta Régia de 26 de outubro de 1700 menciona o «descobrimento que fez Garcia Rodrigues Pais de uma estrada da capitania do Rio de Janeiro para as Minas Gerais. Não pode levar adiante a abertura da estrada, depois conhecida como Caminho Novo, e a tarefa desempenhou-a seu cunhado Domingos Rodrigues da Fonseca Leme. Por carta de 14 de julho de 1709 o Rei agradeceu a Garcia Rodrigues os serviços prestados neste empreendimento. Garcia deve ter voltado a catar ouro, pois Antonil escreve em 1704:
«Há mais minas novas, que chamam do Caeté, entre as Minas Gerais e as do rio das Velhas, cujos descobridores foram vários; e entre elas ha a do ribeiro que descobriu o Capitão Luís do Couto, que da Bahia foi para essas paragens com três irmãos grandes mineiros; além de outras que secretamente se acham e se não publicam para se aproveitarem os descobridores delas totalmente e não as sujeitarem à repartição e as que ultimamente descobriu o capitão Garcia Rodrigues Pais quando foi abrir o caminho novo detrás da cordilheira da serra dos Órgãos no distrito do Rio de Janeiro, por onde corta o rio Paraíba do Sul.»
Ao fim de quatro anos de trabalhos, exausto, Garcia teria sido acudido pelo cunhado, que concorreu com seus cabedais e seus escravos, sendo por isso nomeado «cobrador das estradas e provedor dos quintos»  e estabelecendo para isso o Registro da Borda do Campo na sesmaria a ele doada pelo governador D. Fernão Martins Mascarenhas, fundando aí então um estabelecimento de criação de gado que se tornaria opulentíssimo. Mais tarde, se tornou necessário ao fisco erigir-se em distância a Igreja Nova de Nossa Senhora da Piedade, futura cidade de Barbacena, para o culto público que se celebrava na antiga capela do Registro. Quando em 1711 o governador Antônio de Albuquerque desceu em socorro do Rio, que estava assolado pelos piratas franceses, Domingos o hospedou e sustentou seus seis mil homens com liberalidade e grandeza.

### Provedor da administração de minas
Uma Carta Régia de 19 de novembro de 1697 nomeou Garcia Rodrigues Pais provedor de algumas administrações de minas de ouro, prata ou de esmeraldas, em atenção ao zelo manifesto. O Governo vai-lhe ordenar subir sem perda de tempo para os descobertos, pô-los em ordem. A pedido de Artur de Sá e Menezes, Garcia foi ao Rio com 50 escravos negros a suas custas para abrir a nova estrada do Rio para Minas, sem trajeto de barco até Parati, e sem o difícil cruzamento da serra do Mar entre Parati e Taubaté - em troca, desejaria receber dos habitantes do Rio e dos que obtivessem concessões na região das minas 10 000 cruzados. Dizem alguns autores que em 1698 já havia na vila do ribeirão do Carmo multidão considerável, como em Vila Rica e em Sabará. Houve uma carta de agradecimento do rei a Garcia em 14 de julho de 1709 pela abertura da picada do Caminho Novo. A abertura do Caminho intensificou a troca de mercadorias e o ouro fez com que a capital da Colônia se transferisse de Salvador (Bahia), para o Rio de Janeiro, em 1763.
Garcia subiu as Minas no outono de 1699 como Guarda-Mor, com o coronel Salvador Fernandes Furtado como escrivão interino. Com as colheitas de 1698, estava afastada a fome e os arraiais estavam repovoados. Entrou pela Itaverava, repartindo aí as primeiras datas; estando Salvador como escrivão, o Regimento de 1603 lhe proibia parte direta ou indireta no interesse das minas, de modo que o descoberto do Carmo foi partido e repartido no nome de seu ajudante Manuel Garcia de Almeida e Cunha. Toda a questão na época consistia no título de descobridores, de modo que, como Garcia Rodrigues Pais tinha também tal pretensão, combinou com seu primo João Lopes de Lima que fosse descobrir em seu nome foco suficiente para a colocação dos parentes e para que ambos contraíssem para si os desejados privilégios. O que Lopes realizou no ribeirão do Carmo abaixo, extensa vargem de Santa Teresa, encontrada em 15 de outubro de 1699. As datas foram sendo distribuídas, os lugares recebendo os nomes dos distribuidores: minas de Miguel Garcia, minas de Manuel de Almeida, ou de João Lopes de Lima; e as minas da Itaverava, que eram as do Gualacho do Sul - estranhamente, o ouro na Itaverava so foi descoberto e explorado no tempo de D. Lourenço de Almeida, de quem portaria de 6 de março de 1726 regularizará tais descobertos e os do rio Casca.
Há provisão do Governador Artur de Sá e Menezes em 2 de outubro de 1699 relativa ao Caminho Novo, pois quando o esboço da nova estrada entre o Rio de Janeiro e as minas estava traçado, os habitantes do Rio se recusaram a pagar a soma pedida por Garcia: Este recebeu do governador então as seguintes concessões: durante dois anos, a partir de 1 de junho de 1700 seria o único a poder fazer circular mercadoria pela estrada e ninguém poderia usar o caminho sem sua autorização expressa. Assegurava que o caminho era «muito capaz para condução de gado e cavalgaduras carregadas»  e que graças a ele, bastariam 14 dias entre o Rio e as Minas.
Data de 27 de março de 1702 o privilégio recebido da passagem nos rios Paraíba e Paraibuna e,  na mesma data, por alvará, o título de fidalgo da Casa Real inserido no Registro Geral de Mercês do rei D. Pedro II, liv. 14, fl. 371 (documento que pode ser consultado na Torre do Tombo, em Lisboa, PT-TT-RGM/B/49848) .
Em 1703 seria novamente nomeado Administrador das Esmeraldas, e teve o privilégio de 1 vila que criasse.

### Guarda-mor geral das minas
A Carta Régia de 19 de abril de 1702 o nomeou Guarda-Mor Geral das Minas por três anos com ordenado de 800$ - em virtude de seu serviço e os do pai,  cargo que não o obrigava a se afastar da empresa do Caminho dos Cataguazes, porque a nomeação lhe outorgava poder de designar guardas-mores distritais. Em viagem de inspeção, talvez desde 1700, já nomeara guarda-mor ad hoc Salvador Fernandes Furtado, a quem coubera legalizar as posses de Antônio Dias, do Padre Faria, de Felix de Gusmão no Passa-Dez e deisco Franc° Silva Bueno no córrego abaixo do Campo Grande, em Ouro Preto. No inicio, reza a Carta Régia: «Eu, el-Rei, (…) por haver resoluto que haja um Guarda-Mor das Minas de São Paulo e na pessoa de Garcia Rodrigues Pais concorreram os requisitos de ser das principais Pessoas daquela Capitania; e mui zeloso em o Meu Serviço, pondo todo o cuidado em se abrir o caminho para as ditas Minas, tendo perdido por este respeito grandes conveniências por não faltar ao que se lhe encomendou; e se achar com grande notícia para fazer sua obrigação como convém,  hei por bem de fazer mercê ao dito Garcia Rodrigues Pais do cargo de Guarda-Mor das Minas de São Paulo para que o sirva por tempo de três anos e o mais, enquanto lhe não mandar o sucessor, e que como ele haja 2 000 cruzados de ordenado cada ano, pagos na forma do regimento.»
Em 4 de maio de 1702 foi nomeado Baltasar de Godói Moreira «procurador da Fazenda Real» do Rio das Velhas, por provisão do Governador Artur de Sá e Menezes - em 1705 seria nomeado guarda-menor substituto do guarda-mor Garcia Rodrigues Pais, «ocupado com a feitura do caminho novo».
Garcia escreveu ao rei em 30 de agosto de 1705 mostrando-lhe que «os lugares são tão distantes dos povoados que se dificulta a arrecadação dos quintos de Vossa Majestade,  tanto que me parece se deve buscar meio com que se evite o descaminho sem detrimento do povo, o qual represento a Vossa Majestade para que se execute quando achar conveniente.»  E adiante: «A larga experiência que tenho das minas, desde o tempo que meu Pai as descobriu, me insinua o muito que hão de estender-se pelo dilatado sertão, como já se vai fazendo, ficando umas de outras muitos dias de jornada. E por atalhar o descaminho dos quintos foi Vossa Majestade servido vedar a comunicação da Bahia, o que nunca se pôde observar em razão se que as minas se não podem continuar sem o sustento dos gados daquelas partes, metendo juntamente quem os traz outros gêneros que deixam ocultos nos matos vizinhos, donde os tiram quando lhes parece, e registrando somente os gados, descaminham o ouro dos gêneros, que é de ponderação; cujo prejuízo entendo se pode evitar levantando Vossa Majestade a tal proibição; e mandando que nas minas, em parte conveniente, haja registro dos gados como dos gêneros, avaliando-se-lhes pelos preços ordenados, com obrigação de pagarem os quintos de tal valor porque, como o ouro que tiram em retorno é em pó, e por quintar, só desta maneira se pode naquela grande porção que levam evitar este descaminho.»
E conta sua disputa com José Vaz Pinto, elogiando muito, por outro lado «o Governador Artur de Sá muito amado daqueles povos», conta de repartições feitas, e que «na obra do caminho assisti até de presente desde o 1º de junho de 1704, que saí das Minas, e o tenho já de todo aberto, mas não se pode ainda cursar por falta de mantimentos; vou agora plantar as roças e da Páscoa por diante se poderá andar por ele, embora me tenham fugido 17 de seus carijós para a aldeia dos padres da Companhia».
Em 15 de setembro de 1705, Filipe de Barros Pereira, o escrivão do Guarda-Mor Garcia Rodrigues Pais, avaliou em 50 000 pessoas a população ativa das Minas!  Ocupadas «umas em catar, outras em mandar catar os ribeiros de ouro, outras em negociar, vendendo e comprando o que se há mister não só para a vida mas para o regalo». Cada ano vinham nas frotas quantidade de Portugueses e de estrangeiros para passarem às Minas. Das cidades, vilas, recôncavos e sertões do Brasil, escreve Antonil, vão brancos, pardos e pretos, e muitos índios de que os Paulistas se servem. Mistura de toda condição de pessoa: homens e mulheres, moços e velhos, pobres e ricos, nobres e plebeus, seculares e clérigos, religiosos de diversos institutos, muitos dos que não tem no Brasil convento nem casa.» Quanto aos índios, eram cativos dos Paulistas ou por eles arrendados, recrutados mediante salário nas aldeias que pertenciam ao Rei. A estada dos religiosos seria motivo de escândalos, pois a febre do ouro os dominou como aos leigos, chegando a estarem misturados em casos de falsas punções de lingotes de ouro.
Em 14 de julho de 1709, recebeu mercê da Guardamoria vitalícia e por cinco vidas, privilégio que se extinguiria somente em 1858 pela renúncia de seu neto, Pedro Betim Pais Leme, filho do Marquês de São João Marcos.
Como tudo lhe sorria, tentou também a habilitação à Ordem de Cristo. A 29 de outubro de 1710, depois de se ter dirigido a Portugal com este propósito, receberia uma reposta negativa: tinha mais de 50 anos e era «afamado de cristão-novo por parte de sua avó materna» (Dicionário Histórico dos Sefarditas Portugueses, p. 365).
Quando Garcia se ausentou das Minas para fazer o Caminho Novo, tinha assumido o majorado da família o mais generoso potentado da zona do Carmo, seu sobrinho, o Coronel Maximiano de Oliveira Leite, filho de sua irmã Mariana Pais e de seu marido, o coronel Francisco Pais de Oliveira Horta, da Parnaíba, fundadores da família Oliveira Leite em Minas, da qual descenderá o Marquês de Queluz.
Mas seu sonho de fortuna e riquezas - as esmeraldas! - não acabara: por carta patente de 3 de fevereiro de 1711, o governador Antônio de Albuquerque Coelho de Carvalho o nomeou governador da terceira diligência para achar esmeraldas, declarando: « Faço saber (etc) e porquanto Sua Majestade, a quem Deus guarde, me ordena continuar com os descobrimentos do ouro, prata e esmeraldas, e o destas tenha verdadeira notícia o Capitão Garcia Rodrigues Velho, por haver andado por todos estes sertões há muitos anos,  e ter deles experiência; e se faça conveniente repetir a mesma diligência por pessoa de toda a suficiência, verdade e talento, requisitos que se acham no dito Garcia Rodrigues, e o ser ele natural da vila de São Paulo, das principais famílias dela, de respeito, prudente e amado de todos; e atendendo eu às referidas circunstâncias, e à boa vontade com que se oferece o dito Capitão Garcia Rodrigues Velho para ir fazer tão grande serviço a Sua Majestade não reparando nos seus muitos anos, trabalhos e despesas que sucedem em idênticas jornadas por sertões ásperos, sem caminho nem povoado, em que se ache o sustento necessário; e à utilidade que se poderá seguir do dito descobrimento e que convém levar o dito Garcia Rodrigues Velho toda a jurisdição e autoridade conveniente para ser respeitado e obedecido em tudo, e poder dispor a seu arbítrio o que entender, her por bem (etc).
Logo a seguir, patente de 6 de fevereiro de 1711 o investia de poderes absolutos com jurisdição de regente do distrito do Serro, para, por uma passagem ali, sossegar os tumultos e desordens sanguinolentas em que se empenhavam o coronel Manuel Correia Arzão e Gerardo Domingues pela posse do rio do Peixe. É de crer, dizem os cronistas, que do Serro desistisse de prosseguir pelo sertão das Esmeraldas, pois em 1715 o vemos de volta no Carmo, pois contratou lá casamento de sua irmã D. Francisca Pais de Oliveira Horta com o coronel Caetano Alves Rodrigues, ou Rodrigues Álvares, português. O casamento se realizou por procuração do noivo apresentada por um tio da noiva, Gaspar de Araújo, na vila de Parnaíba, o solar dos Lemes. Este novo casal veio para Minas em 1716, instalando-se na colina oposta à de Santa Teresa, no vale do córrego que ainda corre com o nome de José Caetano, seu filho primogênito. Este chegou a tenente-coronel:  José Caetano Rodrigues Horta nasceu em 1718 e será o representante na vila do Carmo do Estado da primeira nobreza quando da entrada solene do primeiro Bispo em 1748; José Caetano casará na família, escolhendo sua prima Inácia de Arruda Pais, filha do Guarda-Mor das Minas do Carmo Maximiano de Oliveira Leite.
Garcia recebeu por carta régia de 14 de novembro de 1718 quatro sesmarias, e mais uma foi dada a cada filho, escolhidas ao longo da estrada. Foram suas as sesmarias de:
1. Borda do Campo ou Registro Velho, berço da cidade de Barbacena;
2. Matias Barbosa, berço da cidade de Juiz de Fora;
3. Paraíba do Sul, onde se ergue a cidade;
4. Macacos, ao pé da serra por onde desceu o Caminho Novo, hoje Presidente Pereira.

As sesmarias dos filhos se situavam em numerosos locais, sendo o principal São João Marcos. Além disso obteve Garcia o padrão de cinco mil cruzados anuais. Em Minas, residia em São Sebastião do Rio Abaixo, por onde estabeleceu parentes; não cessava de vir a Vila Rica, onde era amigo do governador Dom Brás Baltasar da Silveira, tendo sua voz sempre ouvida.

### Casamento e posteridade
Garcia Rodrigues Pais Leme, segundo explica Silva Leme no volume II página 455 da «Genealogia paulistana», casou com sua prima, D. Maria Antônia Pinheiro da Fonseca.